# Tentamen Florae Bohemicae
Tentamen Florae Bohemicae (abreviado Tent. Fl. Bohem.) es un libro con ilustraciones y descripciones botánicas que fue escrito por el botánico, entomólogo, geólogo, y médico de Bohemia Johann Baptist Emanuel Pohl. Fue publicado en Praga en dos partes en los años 1809-1814.